# 紅孔雀
紅孔雀（べにくじゃく）は、北村寿夫原作の新諸国物語の1作として書かれた小説。
1954年にNHKで、ラジオドラマ化され、以降、映画やテレビで映像化された。
また、主人公・那智の小四郎を助ける忍者・「風の小六」を主人公とした『風小僧』が1959年にテレビドラマ化された。

## ストーリー
戦国時代、那智の小四郎は、紅孔雀の秘宝のなぞを解く黄金の鍵をめぐって、元海賊の網の長者、幻術使い・信夫一角やしゃれこうべ党とたたかう。

## ラジオ
- 『新諸国物語 紅孔雀』（1954年1月4日〜12月31日、NHKラジオ第1放送）

### 主題歌
- 「紅孔雀の歌」（作詞：北村寿夫、作曲：福田蘭童、歌：井口小夜子）
- 「不思議な鳥よ」（作詞：北村寿夫、作曲：福田蘭童、歌：三橋美智也）

### 配役
- 臼井正明：那智の小四郎
- 来宮良子：久美
- 池田忠夫：藤内
- 尾崎勝子：楓
- 矢野林蔵アナウンサー：語り

## 映画
『新諸国物語 紅孔雀』
- 第一篇　那智の小天狗 - 1954年12月公開
- 第二篇　呪いの魔笛 - 1955年1月公開　以後、週替わりで順次公開
- 第三篇　月の白骨城
- 第四篇　剣盲浮寝丸
- 完結篇　廃墟の秘宝

### 解説
東映京都撮影所制作による1955年の正月映画。本作も1954年の『笛吹童子』もラジオドラマを映画化したもので、製作したのは東映のマキノ光雄とマキノの元で製作を仕切っていた岡田茂両プロデューサーである。東千代之介を東映に入れたのもマキノと岡田。
「ジャリ物（子供向け映画）」の中編映画として製作されたが、まだTVに「子供番組」の時間帯などなかった時代でもあり、明けて正月から子供を中心に大動員の特大ヒット。これには製作した東映が一番驚いたという。会社側も大喜びで、このころ東映の電話応対は女性交換手がにこやかに「はい、『紅孔雀』の東映です」と応えたという。配給収入は2億4182万円。

### スタッフ
- 監督：萩原遼
- 企画：坪井興、宮城文夫、吉野誠一
- 脚本：小川正
- 撮影：吉田貞次、三木滋人
- 照明：和多田弘
- 録音：石原貞光
- 美術：鈴木孝俊
- 編集：宮本信太郎
- 音楽：高橋半
- 主題歌作曲：福田蘭童
- 進行主任：徳田米雄
- 装置：弥田勇造
- 背景：宮内省吾
- 装飾：小川満洲治
- 記録：牛田二三子
- 衣裳：佐々木常久
- 美粧：林政信
- 結髪：西野艶子
- スチール：平井稔乃
- 擬斗：足立伶二郎
- 助監督：沢島忠
- 撮影助手：鷲尾元也
- 照明助手：渡辺幸太郎
- 録音助手：墨関治
- 美術助手：角井博
- 編集助手：神田忠男
- 演技事務：田辺嘉昭
- 進行：渡部健作

### 出演
- 中村錦之助：那智の小四郎
- 大友柳太朗：主水
- 高千穂ひづる：久美
- 星美智子：麻耶
- 東千代之介：浮寝丸
- 西條鮎子：幾重
- 和田道子：楓
- 岸井明：弘念和尚
- 有馬宏治：那智の嘉門
- 吉田義夫：網の長者
- 三条雅也：信夫一角
- 山手弘：風小僧
- 泉田行夫：解説

### ネット配信
YouTube「東映時代劇YouTube」から、時代劇映画配信枠「傑作時代劇DAY」で2週間の期間限定無料配信が行われた。
| 篇     | 配信期間（JST）  | 配信期間（JST）  |
| ------ | ---------------- | ---------------- |
| 第一篇 | 2022.02.19.11:00 | 2022.03.05.10:59 |
| 第二篇 | 2022.03.05.11.00 | 2022.03.19.10:59 |
| 第三篇 | 2022.03.19.11:00 | 2022.04.02.10:59 |
| 第四篇 | 2022.04.02.11:00 | 2022.04.16.10:59 |
| 完結篇 | 2022.04.16.11:00 | 2022.04.30.10:59 |

## テレビドラマ
『新諸国物語 紅孔雀』
- 1961年8月1日〜1962年4月24日、東映テレビ・プロダクション制作[5]。NET放送（全39話）、森永乳業の一社提供[6]。
- 本作はこれまでに東映チャンネル等でも第1話も放送されていない為、フィルムの現存状況は不明である。第1話のオープニングのみがDVD化されている。

### 出演
- 小四郎：沢村精四郎
- 浮寝丸：巽秀太郎
- 羅生丸：植田貞光
- 主水：八名信夫
- 信夫一角：立松晃
- 久美：愛川かおる

### スタッフ
- 企画：片岡政義
- 脚本：江原比佐夫 他
- 助監督：永野靖忠 他
- 音楽：小沢秀夫
- 監督：土屋啓之助 他
- 制作：東映

| NET系 火曜日19:00 - 19:30枠 | NET系 火曜日19:00 - 19:30枠 | NET系 火曜日19:00 - 19:30枠 |
| 前番組                      | 番組名                      | 次番組                      |
| --------------------------- | --------------------------- | --------------------------- |
| 均ちゃんのドドンパ大将      | 新諸国物語 紅孔雀           | こんちは幸福さん            |

## 人形劇

### 『新諸国物語より紅孔雀』
- 1978年4月3日[7]～1979年3月16日[8]、NHK総合テレビジョンで放送。同じ「新諸国物語」作品である『笛吹童子』の次番組として開始したが、児童向け情報番組『600 こちら情報部』（18時 - 18時25分）編成に伴い、放送時間が18時25分 - 18時40分に変更された。
- 原作では「紅孔雀の秘宝」は南方の架空の国ものになっていたものが、この人形劇ではアステカ王国が滅ぼされた時に国の再興のために日本に隠された秘宝とされ、メキシコでのスペインの圧政への抵抗運動の物語とリンクさせた。
- 番組オリジナルキャラクターとして、語り部役の「万次郎」が登場する。
- 最終回ラストは万次郎が、ファンレターやイラストの前でお別れのご挨拶をし、エンディングでは全ての人形が登場して番組を締め括った。
- 映像ソフトは、アミューズソフトエンタテインメントから発売されたDVD『NHK人形劇クロニクル』シリーズの「新諸国物語より 笛吹童子 ひとみ座の世界2」（VOL.5）に、後述の第1回と最終回が収録されている[9]。
- 次作は『プリンプリン物語』となったため、1973年開始の『新八犬伝』以来、4作・6年続いた時代劇路線は中断した。なお『プリンプリン物語』では斎藤隆・神谷明・真理ヨシコら一部の声優がスライド出演、小四郎役の三波豊和も初期と最終回にディレクター役で顔出し出演した。

#### 主題歌
- 紅孔雀のうた（作詞：田波靖男 / 作曲：筒井広志 / 歌：紙ふうせん、ヤング・フレッシュ）
- 若者のうた（三波豊和）
- 愛のデュエット（水沢アキ、三波豊和）
- まだ見ぬ国に（放送児童合唱団）

#### 声の出演
- 語り / 万次郎：近石真介
- 小四郎：三波豊和
- 久美：水沢アキ
- 風小僧：肝付兼太
- 雨小僧：松島みのり
- 斉藤隆
- 川久保潔
- 八木光生
- 永井一郎
- 山田俊司
- 関根信昭
- 柴田秀勝
- 里見京子
- 吉田理保子
- 野沢雅子
- 友部光子
- コテモク：神谷明
- ガダルーペ：真理ヨシコ

#### スタッフ
- 原作：北村寿夫
- 脚本：田波靖男
- 音楽：筒井広志
- 演奏：東京室内楽協会
- 人形美術：斎藤徹
- 人形操作：田畠富雄、伊東乃里子、南波郁恵、小松市子、井村淳、村上良子、塚越澄子、村岡舞人、磯辺美恵子、諸井裕二、林和子、山崎照見、長沢修身、大江健司、河合正治、ひとみ座
- 人形小道具：斎藤堅
- タイトルフィルム：木村勝彦
- 美術：新沼渉
- 技術：鍛冶保
- 効果：山倉正美
- 演出：大竹一史ほか
- 制作：中谷正尚[10]

#### 各回リスト
| 週 | 回数      | タイトル       | 放送日                  |
| -- | --------- | -------------- | ----------------------- |
| 1  | 1 - 5     | もえる王国     | 1978年4月3日 - 4月7日   |
| 2  | 6 - 10    | かぎの秘密     | 4月10日 - 4月14日       |
| 3  | 11 - 15   | かぎを盗め     | 4月17日 - 4月21日       |
| 4  | 16 - 20   | 悪人, 一角     | 4月24日 - 4月28日       |
| 5  | 21 - 25   | なぞの五升酒   | 5月1日 - 5月5日         |
| 6  | 26 - 30   | サメとかぎ     | 5月8日 - 5月12日        |
| 7  | 31 - 35   | どくろ丸!      | 5月15日 - 5月19日       |
| 8  | 36 - 40   | 愛の二重唱     | 5月22日 - 5月26日       |
| 9  | 41 - 45   | コテモク再生   | 5月29日 - 6月2日        |
| 10 | 46 - 50   | 敵か味方か     | 6月5日 - 6月9日         |
| 11 | 51 - 55   | 孤島の美剣士   | 6月12日 - 6月16日       |
| 12 | 56 - 60   | どくろかずら   | 6月19日 - 6月23日       |
| 13 | 61 - 65   | 悪魔の良心     | 6月26日 - 6月30日       |
| 14 | 66 - 70   | 島がはしる     | 7月3日 - 7月7日         |
| 15 | 71 - 75   | 久美の変心     | 7月10日 - 7月14日       |
| 16 | 76 - 80   | 小四郎脱出     | 7月17日 - 7月21日       |
| 17 | 81 - 85   | かくれ里の怪   | 7月24日 - 7月28日       |
| 18 | 86 - 90   | 対決! 吸血鬼   | 7月31日 - 8月4日        |
| 19 | 91 - 95   | 怪盗ペドロ     | 8月28日 - 9月1日        |
| 20 | 96 - 100  | きよ姫の恋     | 9月4日 - 9月8日         |
| 21 | 101 - 105 | 大蛇と小四郎   | 9月11日 - 9月15日       |
| 22 | 106 - 110 | 父との再会     | 9月18日 - 9月22日       |
| 23 | 111 - 115 | カギをつかめ   | 9月25日 - 9月29日       |
| 24 | 116 - 120 | 死にたくない   | 10月2日 - 10月6日       |
| 25 | 121 - 125 | 才念あわれ!    | 10月9日 - 10月13日      |
| 26 | 126 - 130 | 浮寝丸の魔力   | 10月16日 - 10月20日     |
| 27 | 131 - 135 | 浮寝島の秘密   | 10月23日 - 10月27日     |
| 28 | 136 - 139 | 殺し屋登場     | 10月30日 - 11月3日      |
| 29 | 140 - 144 | ああ，コテモク | 11月6日 - 11月10日      |
| 30 | 145 - 149 | 毒薬ののろい   | 11月13日 - 11月17日     |
| 31 | 150 - 154 | 決闘うきね島   | 11月20日 - 11月24日     |
| 32 | 155 - 159 | さあ! 江戸へ   | 11月27日 - 12月1日      |
| 33 | 160 - 164 | どくろ丸爆発   | 12月4日 - 12月8日       |
| 34 | 165 - 169 | 江戸の剣豪     | 12月11日 - 12月15日     |
| 35 | 170 - 174 | 白鳥草の花     | 12月18日 - 12月22日     |
| 36 | 175 - 179 | 雨小僧重体     | 12月25日 - 12月29日     |
| 37 | 180 - 184 | 久美の本心     | 1979年1月15日 - 1月19日 |
| 38 | 185 - 189 | 泥棒島         | 1月22日 - 1月26日       |
| 39 | 190 - 194 | 悪の帝王       | 1月29日 - 2月2日        |
| 40 | 195 - 199 | 久美を救え     | 2月5日 - 2月9日         |
| 41 | 200 - 203 | 泥棒島脱出     | 2月13日 - 2月16日       |
| 42 | 204 - 208 | 小四郎危機!    | 2月19日 - 2月23日       |
| 43 | 209 - 213 | あゝ浮寝丸     | 2月26日 - 3月2日        |
| 44 | 214 - 218 | 浮寝丸死す     | 3月5日 - 3月9日         |
| 45 | 219 - 223 | 大団円         | 3月12日 - 3月16日       |

#### 作品映像の保存状態・寄贈状況
- 当初は『笛吹童子』同様、マスターテープで保存されているのは第1回と第223回（最終回）のみ[11]。
- 2011年　視聴者から第219回のビデオテープが提供され、計3回分に。
- 2016年4月　『チロリン村とくるみの木』以降、NHKの人形劇シリーズで人形操作を担当してきた伊東万里子から第100回～第105回、第107回～第109回、第222回が録画されたビデオテープを寄贈されたことにより、全12回分になった。
- 同年8月、11月　本作を担当したNHKOBプロデューサーの中谷正尚が録画していたベータテープ（第1回〜第81回、第83回～第173回、第175回～第223回）が発見され、いずれもNHKアーカイブスに収められた。未保存回は第82回と第174回のみになった[12][13]。
- 2017年3月10日　コテモク、浮寝丸などを演じていた神谷明から第174回（1978年12月22日放送 「白鳥草の花」(5)）のテープが提供された。残り第82回（1978年7月25日放送 「かくれ里の怪」(2)）のみ[14]。